# Eleutherodactylus ruthae
Espèce
Statut de conservation UICN

 EN B1ab(iii,v) : En danger
Eleutherodactylus ruthae est une espèce d'amphibiens de la famille des Eleutherodactylidae.

## Répartition
Cette espèce est endémique de l'île d'Hispaniola. Elle se rencontre du niveau de la mer jusqu'à 900 m d'altitude en République dominicaine et à Haïti.

## Description
Le mâle holotype mesure 49,0 mm.

## Étymologie
Cette espèce est nommée en l'honneur de Ruth Crosby Noble qui a découvert de la série type, l'épouse de Gladwyn Kingsley Noble.

## Publication originale
- Noble, 1923 : Six new batrachians from the Dominican Republic. American Museum Novitates, no 61, p. 1-6 (texte intégral).